# Cratere Shi Shen
Shi Shen è un cratere lunare di 46,52 km situato nella parte nord-occidentale della faccia nascosta della Luna.